# اچ‌ام‌اس بنفش (۱۸۹۷)
اچ‌ام‌اس بنفش (۱۸۹۷) (به انگلیسی: HMS Violet (1897)) یک کشتی بود. این کشتی در سال ۱۸۹۷ ساخته شد.